# Bahnhof Schiltach
Der Bahnhof Schiltach ist ein Bahnhof an der Bahnstrecke Eutingen im Gäu–Schiltach und der Bahnstrecke Hausach–Schiltach. Von 1892 bis 1991 war er außerdem Ausgangspunkt der Bahnstrecke Schiltach–Schramberg. Er liegt nördlich der Kinzig nordwestlich der Stadt Schiltach.

## Geschichte
Am 4. November 1886 wurde die in Hausach beginnende badische Strecke von Wolfach bis Schiltach verlängert, gleichzeitig wurde die württembergische Strecke Freudenstadt–Schiltach in Betrieb genommen.
1959 wurde der Personenverkehr nach Schramberg aufgegeben, 1990 auch der Güterverkehr.
An der Strecke nach Schramberg gab es den Haltepunkt „Schiltach Stadt“. Seit der Einstellung des Personenverkehrs nach Schramberg gibt es an Kilometer 54,1 der Strecke aus Eutingen im Gäu den Haltepunkt „Schiltach Mitte“, der betrieblich gesehen ein Bahnhofsteil von Schiltach ist.

## Anlagen
Anfang der 1970er Jahre hatte der Bahnhof drei Durchgangsgleise mit Bahnsteigkanten an einem Haus- und einem Inselbahnsteig, der höhengleich erreicht wurde. Ein weiteres durchgehendes Abstellgleis gab es im Norden und im Westen mehrere stumpfe Abstell- und Ladegleise mit Seiten- und Kopframpe.
Am östlichen Bahnhofskopf lag zwischen beiden Strecken ein einständiger Lokomotivschuppen mit Drehscheibe. Angegliedert war ein Wasserturm. Die Gebäude wurden abgerissen. Heute befindet sich dort ein Parkplatz, auf dem die Lage der Drehscheibe und des Wasserturmes im Pflaster markiert sind.
Außerdem gab es nördlich des Bahnhofs einen Gleisanschluss zum Werk der Hansgrohe.
Heute (2017) ist noch ein Mittelbahnsteig mit höhengleichem Zugang vorhanden. Während im Osten der Bahnhof durch den Schiltacher Tunnel begrenzt ist, wurden die Anlagen im Westen erheblich zurückgebaut. Früher ging es viergleisig über den Heubach im Westen des Bahnhofs, heute liegt die erste Weiche östlich des Heubaches. Ein zweiter, nicht mehr benutzter Gleistrog über den Heubach ist auch im Jahr 2017 noch vorhanden.
Das Empfangsgebäude südlich der Gleisanlagen ist noch vorhanden, wird aber nicht mehr zu Bahnzwecken genutzt. Der ehemalige Güterschuppen ist ebenfalls noch vorhanden.
Seit 1904 gab es mechanische Stellwerke. Das Stellwerk 1 stand am Westende des Mittelbahnsteiges, Stellwerk 2 am Ostkopf des Bahnhofs nördlich der Gleise. Beide Stellwerke waren bis 1988 in Betrieb. Seitdem gibt es ein Drucktastenstellwerk, das im August 2014 durch ein elektronisches Stellwerk abgelöst wurde. Letzteres wird von Freudenstadt Hbf aus ferngesteuert.
Während Stellwerk 1 abgerissen wurde, ist das Gebäude von Stellwerk 2 noch erhalten.

## Verkehr
Der Personenverkehr in Schiltach wurde am 12. Dezember 2004 von der Ortenau-S-Bahn GmbH (OSB) übernommen. Seitdem gibt es im Stundentakt durchgängige Fahrten von Freudenstadt Hbf bis nach Offenburg. Die Deutsche Bahn AG betreibt weiterhin den Bahnhof und die dazugehörige Infrastruktur.
In Schiltach finden Stündlich zur halben Stunde, außer im morgendlichen Berufs- und Schülerverkehr (dann sind die Zugkreuzungen in Alpirsbach), die Planmäßigen Zugkreuzungen zur halben Stunde statt.

## Denkmal
Die an den Bahnhof anschließende Brücke über die Kinzig der Strecke nach Schramberg ist noch erhalten. Jahrelang war dort ein Uerdinger Schienenbus aufgestellt. Inzwischen ist er näher am Bahnhof als Bahnpunkt Schiltach aufgestellt worden.